# Gonçalo Lobo Pinheiro

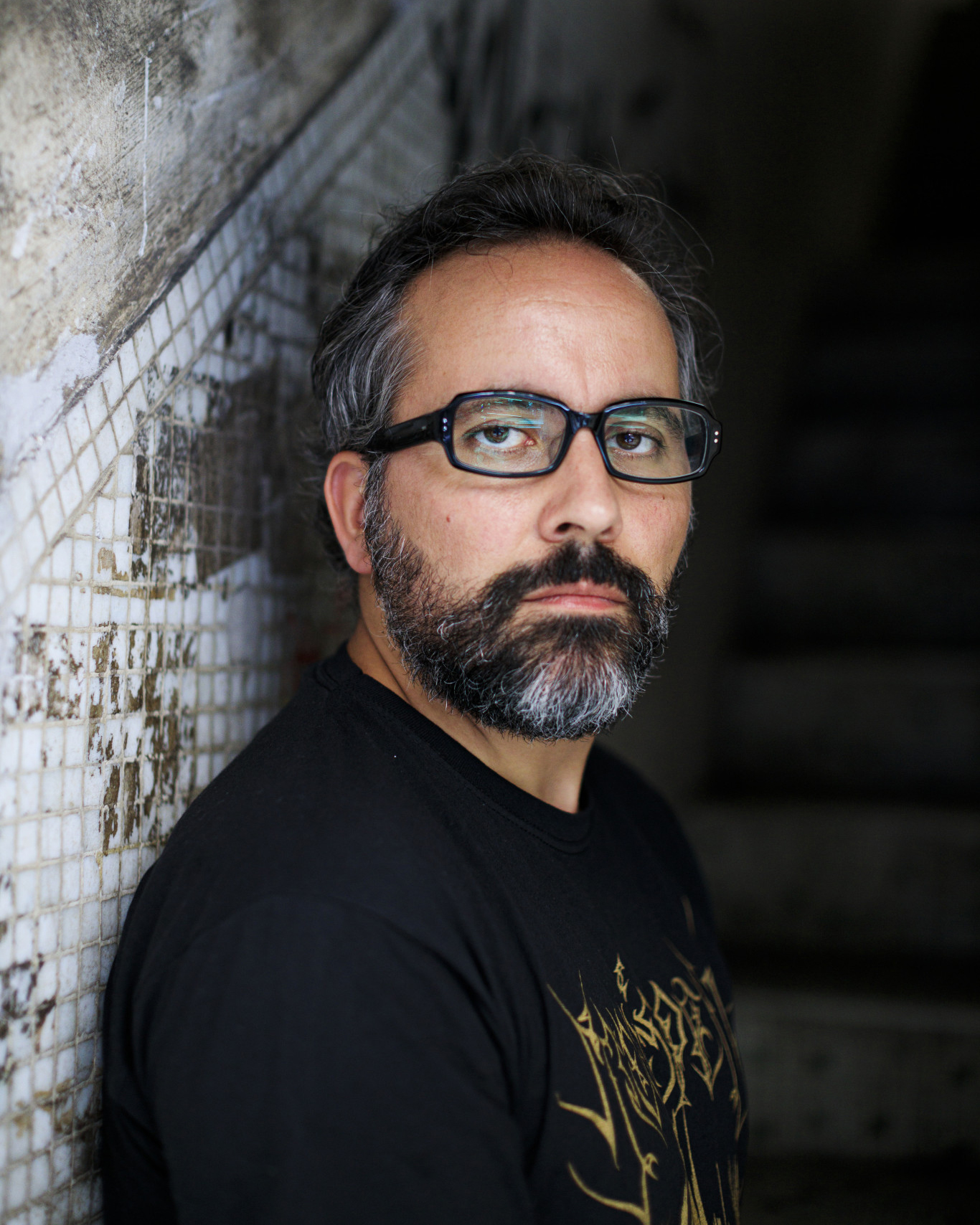
Gonçalo Lobo Pinheiro (2020)

Gonçalo Lobo Pinheiro (* 4. April 1979 in Alfama, Lissabon) ist ein portugiesischer Fotojournalist und Dokumentarfotograf, der seit 2010 in Macau lebt.

## Bildung
Er besuchte und schloss das Gymnasium an der Escola Secundária Gil Vicente ab. Nach vier Jahren seines Studiums von Geological Engineering an der Fakultät für Wissenschaft und Technologie der Universidade Nova de Lisboa in Almada, wo er 1997 eintrat, kam er zu dem Schluss, dass seine Interessen woanders lagen, und er schrieb sich an der Universidade Autónoma de Lisboa für einen Abschluss in Kommunikationswissenschaften, Variante Journalismus, ein, den er 2005 abschloss. Er hat auch einen Master-Abschluss in Dokumentarfotografie von LABASAD – Barcelona School of Arts and Design.

## Beruflicher Werdegang
Er begann im Jahr 2000 mit der Fotografie zu arbeiten und begann zwei Jahre später sein Berufspraktikum bei der inzwischen aufgelösten Nachrichtenagentur Intermeios. Sechs Jahre lang war er als Mitarbeiter Teil des Fotografenteams der Zeitung A Bola. Von der Gründung bis August 2010 war er Teil des Fotografenteams der Zeitung I. Er arbeitete an mehreren portugiesischen und internationalen Titeln mit oder veröffentlichte seine Fotos, darunter Público, Correio da Manhã, Diário de Notícias, Expresso, The Guardian, BBC oder The Washington Post, unter anderem.
Zwischen 2004 und 2010 war er in Portugal der offizielle Fotograf der brasilianischen Sängerin Daniela Mercury.
Nach seiner Ankunft in Macau trat er der Zeitung Hoje Macau bei, wo er zwischen 2010 und 2014 als Autor, Fotojournalist und Redakteur arbeitete. Er war Fotokoordinator für das Magazin Macau, portugiesische Version, zwischen 2011 und 2021. Außerdem war er zwischen 2018 und 2021 Multimedia-Journalist und Redakteur bei Plataforma Media ein Projekt der Global Media Group. Zwischen 2021 und Mitte 2023 gehörte er der Redaktion der Zeitung Ponto Final als Fotojournalist und Autor. Seit November 2022 arbeitet er mit Lusa (Nachrichtenagentur) zusammen, wobei seine Arbeiten auch von European Pressphoto Agency.
Seit 2018 ist er einer der offiziellen Fotografen der Fédération Internationale de Volleyball (FIVB). Er ist eines der Gründungsmitglieder der Halftone – Macau Photographic Association.
Pinheiro gewann im Laufe seiner Karriere mehrere Auszeichnungen und veranstaltete auch mehrere Ausstellungen, sowohl in seinem eigenen Namen als auch in Gruppenausstellungen. Besonderes Highlight für den ersten Platz in der Kategorie Serie bei der Ausgabe 2023 des Paraty em Foco – International Photography Festival in Brasilien und dafür, dass er auch 2023 einer der Gewinner der 8. Ausgabe des Open Call der Poster Mostra-Initiative war, in Lissabon, Portugal.
Auf Einladung der Organisation des iNstantes – Avintes International Photography Festival vertrat Pinheiro Macau bei der neunten Ausgabe der Veranstaltung und trat 2021 in Portugal mit der Schwarz-Weiß-Serie "Perto de mim" auf.
Im Jahr 2021 schloss er sich mit der chinesischen Skateboard-Marke Maven und dem in Macau ansässigen Skateshop Exit zusammen, um eine Linie aus drei Skateboards und Kleidung speziell für Macau herzustellen.
Im Laufe seiner beruflichen Laufbahn hat er mit seiner fotografischen Arbeit verschiedene Solidaritätsprojekte und NGOs unterstützt, insbesondere soziale und menschenrechtliche Anliegen. Er schloss sich dem italienischen Kollektiv Perimetro in den Solidaritätsinitiativen "United Photographers for Ukraine" und "Prints for Gaza" an.
Er wird in Brasilien von Icon Artes Galeria und in Macau von Galeria Amagao vertreten. Seine Fotografien sind Teil der zeitgenössischen Sammlung des MA-g – The Museum of Avantgarde, das 2025 in der Schweiz seine Türen öffnen wird. Seine Bücher sind in mehreren Sammlungen und Bibliotheken auf der ganzen Welt erhältlich, darunter in der Nationalbibliothek von Portugal Kongressbibliothek der Vereinigten Staaten, die Nationalbibliothek von Frankreich, die Nationalbibliothek von Deutschland, die Zentralbibliothek von Macau, die Gulbenkian Art Library, die Serralves Foundation Library, die Tim Hetherington Photobook Library des Bronx Documentary Center in New York, der Photographers' Gallery in London oder der Narrativa-Bibliothek in Lissabon, aber auch an mehreren Universitäten und an mehreren Standorten im National Network of Public Libraries.

## Veröffentlichungen
- 2015: Macau 5.0 • 澳門 5.0 • Macao 5.0, Autorenausgabe, Macau ISBN 978-99965-909-7-9.
- 2019: Myanmar: das Porträt eines Volkes, Ausstellungsalbum, Fundação Rui Cunha, Macau ISBN 978-99965-370-2-8.
- 2021: Desvelo • 關愛 • Zeal, Ipsis Verbis, Macau ISBN 978-99965-341-4-0
- 2021: Tonle Sap, Artisan Raw Books, Brasilien ISBN 978-65-994509-0-7
- 2022: Was war, wird nie wieder sein..., Ipsis Verbis, Macau ISBN 978-99965-341-6-4
- 2023: A Glimpse of Light • 一瞥光亮 • A Glimpse of Light, Ipsis Verbis, Macau (sammelbox)
- 2024: Close to Me, Ipsis Verbis, Macau ISBN 978-99965-341-8-8

## Auszeichnungen
- 2007: 1. Platz, Kategorie „Bester Liberty-Moment“, Liberty Seguros Photojournalism Awards
- 2008: Lobende Erwähnung, Kategorie Nachrichten – Visão/BES Photojournalism Awards
- 2009: 2. Platz, Kategorie „Bester Liberty-Moment“, Liberty Seguros Photojournalism Awards
- 2018: 3. Platz, Kategorie Porträt, Chromatic Photography Awards
- 2018: 2. Platz, Kategorie Architektur, Chromatic Photography Awards
- 2018: Silber, One Eyeland Photography Awards
- 2019: Lobende Erwähnung – Estação Imagem Award
- 2019: 3. Platz, Kategorie Architektur, Fine Art Photography Awards
- 2019: Finalist und Lieblingsbeitrag der Redaktion, National Geographic Reisefotowettbewerb
- 2019: Gewinner, Latin American Fotografía 8, American Illustration and American Photography (AI-AP)
- 2020: Gewinner, Serienkategorie, „Macau 2020 – A Time for Introspection“, Macau Closer
- 2021: Bronze, Der Prix de la Photographie Paris (PX3)
- 2021: Gewinner und „Best of the Best“, Photography Masterprize Award – Architecture Masterprize
- 2022: Bronze, Moskauer Internationaler Fotopreis
- 2022: 2. Platz, MonoVisions Photography Awards
- 2022: Silber, Der Prix de la Photographie Paris (PX3)
- 2022: Gold, Budapest International Foto Awards
- 2023: Gewinner der 8. Ausgabe des Open Call, Poster Mostra
- 2023: Bronze – Der Prix de la Photographie Paris (PX3)
- 2023: 1. Platz, Gewinner der Kategorie Essay, Paraty em Foco International Photography Festival
- 2023: 3. Platz, International Photography Awards (IPA)
- 2023: 1. Platz, Gold Star Award, in den Kategorien Editorial und Architektur, Neutral Density Photography Awards (ND)
- 2023: Bronze, Budapest International Foto Awards
- 2024: Silber, Tokyo International Foto Awards
- 2024: Excellence Award, POY Asia – Bilder des Jahres Asien 2024
- 2024: Silber, Der Prix de la Photographie Paris (PX3)